# Sony Alpha DSLR-A900
Sony Alpha DSLR-A900 — первый полнокадровый цифровой зеркальный фотоаппарат серии Alpha (α) компании Sony, был анонсирован 9 сентября 2008 года. 

## Описание
В камере установлена 24-мегапиксельная КМОП-матрица собственной разработки Sony, с самым высоким разрешением среди всех полнокадровых (с размером матрицы 36 × 24 мм) зеркальных фотоаппаратов на момент выпуска. Первый в мире полнокадровый фотоаппарат со встроенной системой стабилизации матрицы.
Данная модель оснащена вторым экраном на верхней горизонтальной поверхности справа от выступа пентапризмы. Несмотря на преимущества данной модели, такие как защита от погодных условий и влаго- и пыленепроницаемый корпус, в ней отсутствуют функции Live View и записи видео.